# Quai Aulagnier
Le quai Aulagnier est une voie de communication située à Asnières-sur-Seine, dans le département des Hauts-de-Seine, en France.

## Situation et accès
Orienté d'ouest en est, il suit le tracé de la route départementale 7 qui à cet endroit passe sous le pont de Gennevilliers et le pont ferroviaire de Saint-Ouen. Il se termine à la limite de Gennevilliers.

## Origine du nom

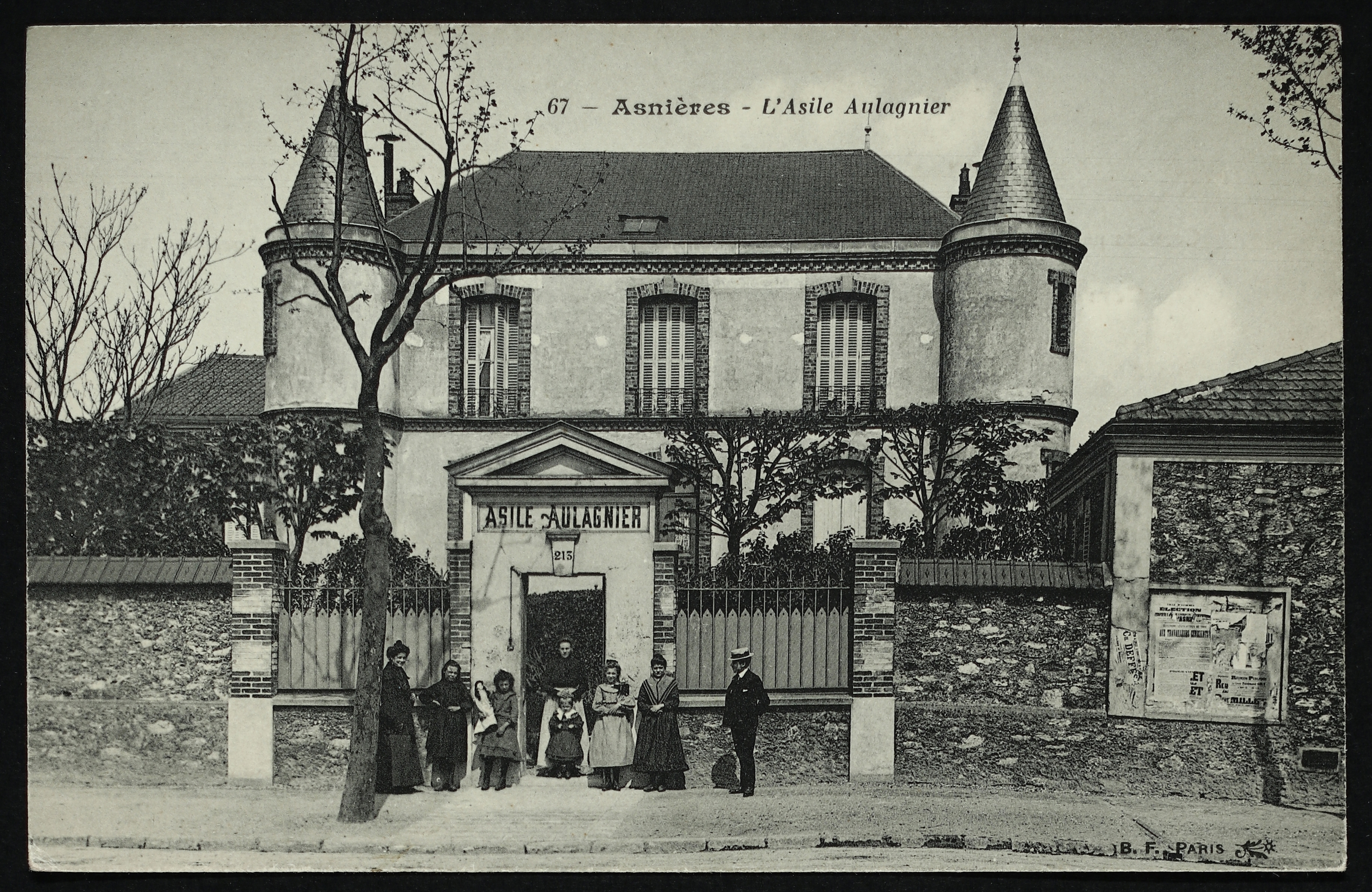
L'Asile Aulanier, ouvert en 1898.

Ce quai a été nommé en hommage à monsieur Aulagnier, bienfaiteur de la commune. Le 15 février 1890, il léguait une fortune de 370,000 francs, à charge pour la ville de, entre autres, fonder un asile de vieillards, y construire une chapelle et y employer des religieuses.

## Historique

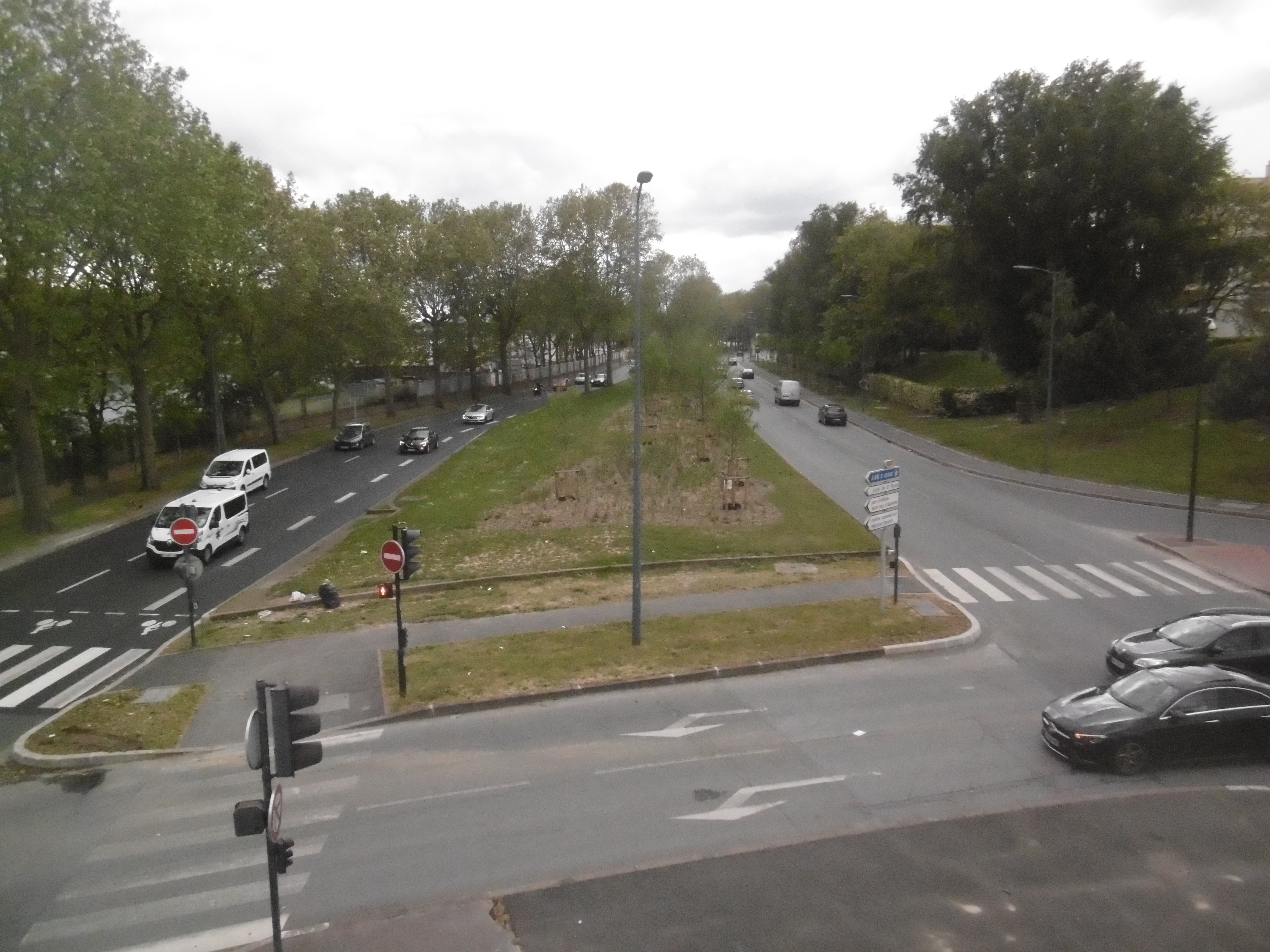
Vue du pont de Gennevilliers, vers l'amont, mai 2021.

Comme tous les quais de la Seine, son existence est immémoriale. Cependant, jusqu'à ce que l'ensemble de la navigation fluviale soit motorisée, il a été pendant des siècles un chemin de halage.
Les ponts sur la Seine font de cet endroit une cible stratégique et le 27 juin 1918, lors des bombardements de Paris et de sa banlieue durant la Première Guerre mondiale, le no 161 échappe à un tir de la Grosse Bertha qui par chance tombe dans le fleuve.

## Bâtiments remarquables et lieux de mémoire
- Au no 2, le port Van Gogh[5].
- La SIRA, résidence d'artistes.

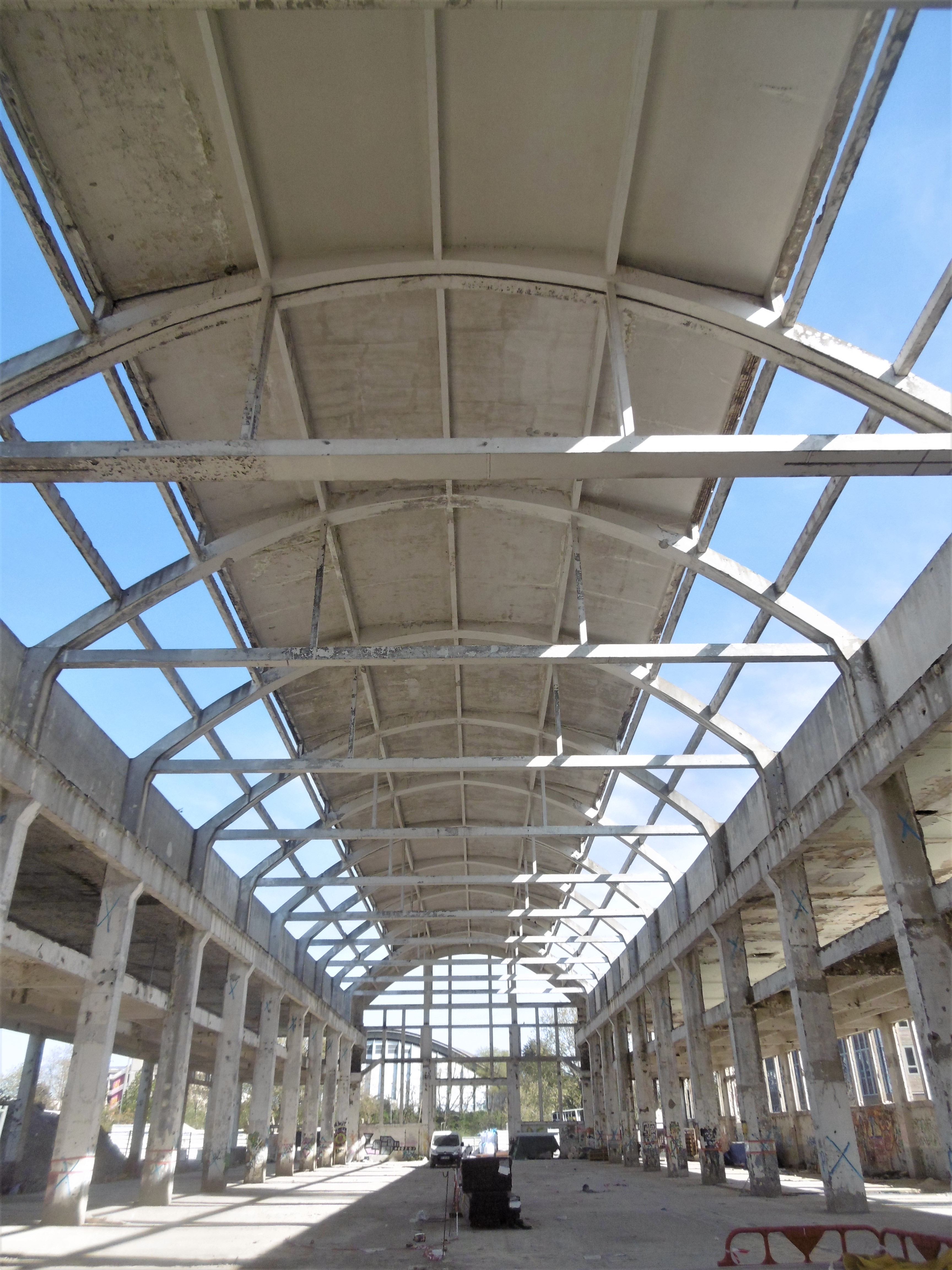
Intérieur de la halle de l'ancienne usine Citroën d'Asnières.

- Au no 117, emplacement d'un restaurant représenté par Vincent Van Gogh en 1887, Le Restaurant Rispal à Asnières.
- Au no 225, ancienne usine Citroën. Cette usine fut dessinée en 1925 par l'architecte Charles Knight pour le compte du constructeur automobile Ford[6].
- Au no 230, emplacement de l'ancien hospice-asile Aulagnier, ouvert le 4 septembre 1898.